# Emir Halilović
Emir Halilović (Zvornik, 1989. november 4. –) bosnyák válogatott labdarúgó, a Velež Mostar játékosa.

## Pályafutása

### Klubcsapatokban
Halilović a bosznia-hercegovinai Budućnost Banovići csapatánál kezdte labdarúgó-pályafutását. 2015-ben a szlovák élvonalbeli Spartak Trnava játékosa volt. 2019-ben bosznia-hercegovinai bajnok és kupagyőztes lett az FK Sarajevo csapatával. 2021 júliusában szerződtette őt a Zalaegerszeg csapata.

### Válogatott
2011-ben egy alkalommal szerepelt a felnőtt válogatottban.

#### Mérkőzései a bosnyák válogatottban
| #  | Dátum              | Ellenfél      | Eredmény | Kiírás              | Esemény |
| -- | ------------------ | ------------- | -------- | ------------------- | ------- |
| 1. | 2011. december 16. | Lengyelország | 0 – 1    | barátságos mérkőzés | 83'     |

## Sikerei, díjai
- FK Sarajevo:
  - Bosznia-hercegovinai első osztály: 2018–19
  - Bosznia-hercegovinai labdarúgókupa: 2019